# Roy Glenn
Roy Edwin Glenn (Pittsburg, 3 giugno 1914 – Los Angeles, 12 marzo 1971) è stato un attore statunitense.

## Filmografia parziale

### Cinema
- La rivolta di Haiti (Lydia Bailey), regia di Jean Negulesco (1952)
- Rivolta al blocco 11 (Riot in Cell Block 11), regia di Don Siegel (1954)
- Carmen Jones, regia di Otto Preminger (1954)
- Come le foglie al vento (Written on the Wind), regia di Douglas Sirk (1956)
- Tarzan e lo stregone (Tarzan's Fight for Life), regia di H. Bruce Humberstone (1958)
- Porgy and Bess, regia di Otto Preminger (1959)
- L'urlo e la furia (The Sound and the Fury), regia di Martin Ritt (1959)
- Un grappolo di sole (A Raisin in the Sun), regia di Daniel Petrie (1961)
- Quando l'amore se n'è andato (Where Love Has Gone), regia di Edward Dmytryk (1964)
- Alle donne piace ladro (Dead Heat on a Merry-Go-Round), regia di Bernard Girard (1966)
- La via del West (The Way West), regia di Andrew V. McLaglen (1967)
- Indovina chi viene a cena? (Guess Who's Coming to Dinner), regia di Stanley Kramer (1967)
- Impiccalo più in alto (Hang 'Em High), regia di Ted Post (1968)
- Fuga dal pianeta delle scimmie (Escape from the Planet of the Apes), regia di Don Taylor (1971)
- L'infallibile pistolero strabico (Support Your Local Gunfighter), regia di Burt Kennedy (1971)

### Televisione
- The Amos 'n Andy Show – serie TV, 16 episodi (1951-1955)
- Screen Directors Playhouse – serie TV, episodi 1x03-1x06 (1955)
- L'uomo ombra (The Thin Man) – serie TV, episodio 1x01 (1957)
- Panico (Panic!) – serie TV, episodi 1x08-1x10 (1957)
- Il tenente Ballinger (M Squad) – serie TV, episodio 1x09 (1957)
- This Man Dawson – serie TV, episodio 1x01 (1959)
- Peter Gunn – serie TV, episodi 3x10-3x23 (1960-1961)
- Corruptors (Target: The Corruptors) – serie TV, episodi 1x23-1x26 (1962)
- Dakota (The Dakotas) – serie TV, episodio 1x18 (1963)
- Mr. Novak – serie TV, episodio 1x03 (1963)
- Tarzan – serie TV, episodi 1x20-1x24-2x26 (1967-1968)